# Bobrowniki (Silésie)
Pour les articles homonymes, voir Bobrowniki.
Bobrowniki (prononciation : [bɔbrɔvˈɲikʲi]) est un village polonais de la voïvodie de Silésie et du powiat de Będzin. Il est le siège de la gmina de Bobrowniki et comptait 2.926 habitants en 2008.